# Medasina brevipennis
Medasina brevipennis är en fjärilsart som beskrevs av Inoue 1978. Medasina brevipennis ingår i släktet Medasina och familjen mätare. Inga underarter finns listade i Catalogue of Life.

## Bildgalleri

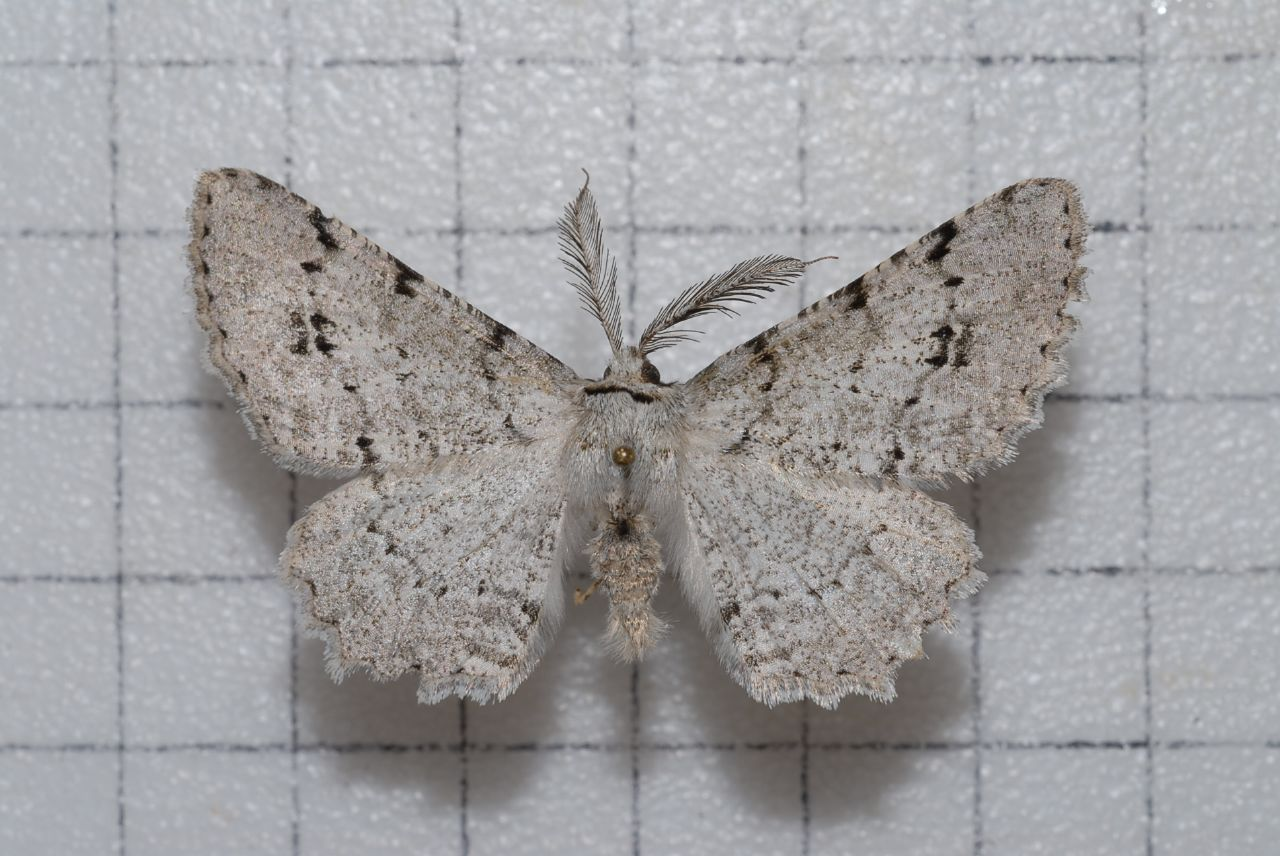
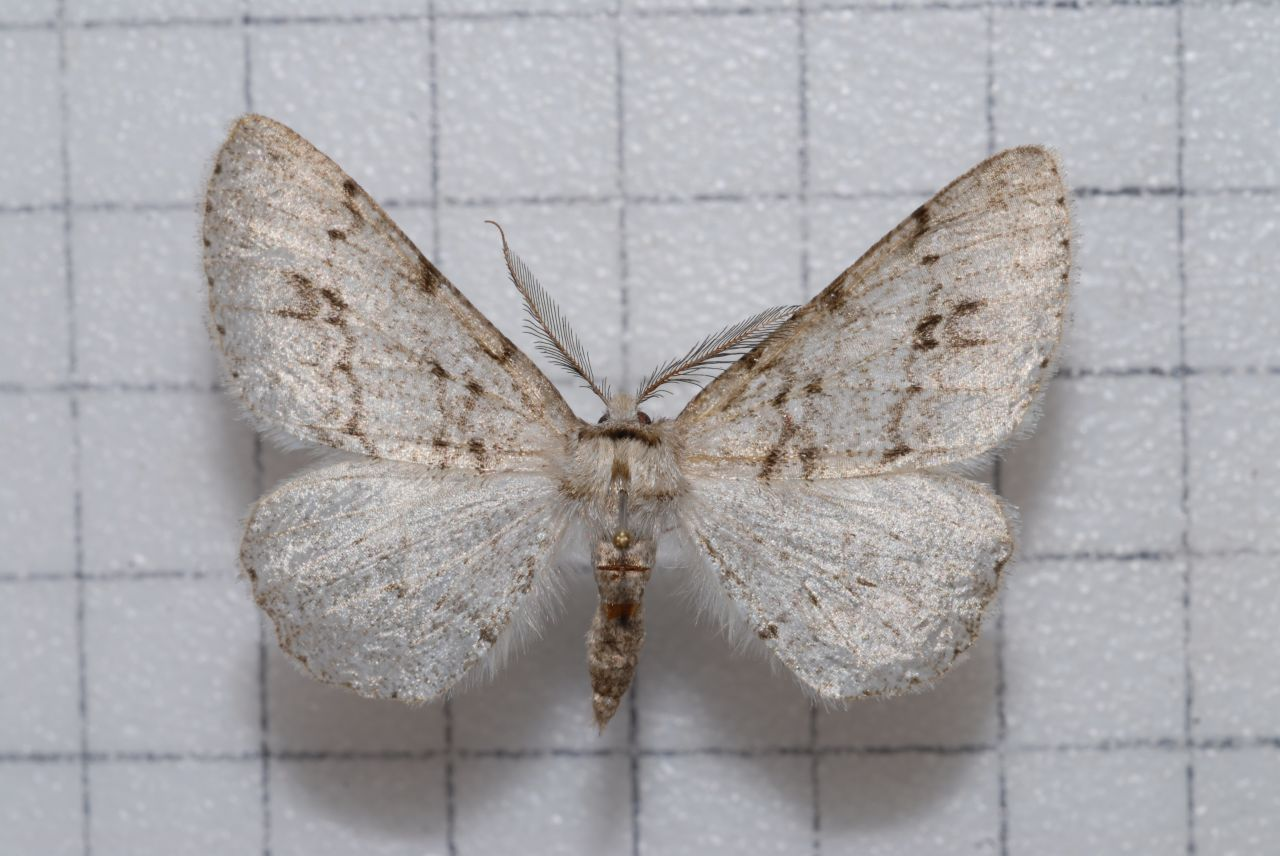
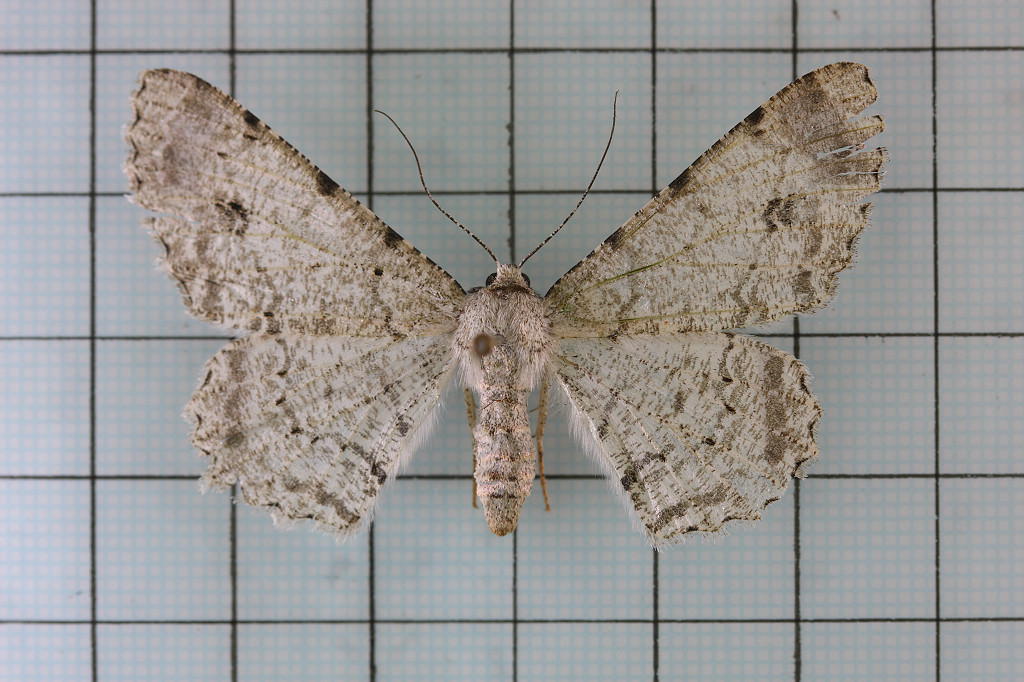